# Trimma dalerocheila
Trimma dalerocheila és una espècie de peix de la família dels gòbids i de l'ordre dels perciformes.

## Morfologia
- Els mascles poden assolir 2 cm de longitud total.
- Nombre de vèrtebres: 26.[3]

## Alimentació
Menja plàncton.

## Hàbitat
És un peix marí de clima tropical que viu entre 3-48 m de fondària, tot i que, normalment, ho fa entre 20 i 40.

## Distribució geogràfica
Es troba a Chagos.